# Redovino Rizzardo
Dom Redovino Rizzardo, CS (Bento Gonçalves, 12 de abril de 1939 – Dourados, 6 de novembro de 2016) foi um bispo católico brasileiro da Diocese de Dourados.
Morreu em 6 de novembro de 2016, aos 77 anos, de câncer de próstata. 